# ダイヤモンドライクカーボン
ダイヤモンドライクカーボン (diamond‐like carbon) は、主として炭化水素、あるいは、炭素の同素体から成る非晶質（アモルファス）の硬質膜である。硬質炭素膜とほぼ同義。DLCと略す。
水素含有量の多少と、含まれる結晶質の電子軌道がダイヤモンド寄りかグラファイト寄りかによって、その性質を区別する。

## 特徴
用途に応じ、膜厚さは数十ナノメートルから数十マイクロメートル、硬さはビッカース硬さ相当で1,500から7,000 Hvの範囲で様々な性質のDLCが工業的に生産されている。
一般的な特長は、硬質、潤滑性、耐摩耗性、化学的安定性、表面平滑性、離型性、耐焼きつき性など。

## 製法
製法はプラズマCVD法またはPVD法が一般的に用いられ、下地となる材質や求める膜の性質によって使い分けが行われる。

### 主な手法
1. CVD法
  - 熱CVD
  - プラズマCVD（高周波、マイクロ波、直流等）
2. PVD法
  - 真空蒸着法
  - イオンプレーティング（直流励起、高周波励起）
  - スパッタリング法（2極スパッタ、マグネトロンスパッタ、ECRスパッタ）
  - レーザーアブレーション法
  - イオンビームデポジション
  - イオン注入法

### プラズマCVDによるDLCの成膜
CVD法の一種で原料としてアセチレンなどの炭化水素ガスを使い、チャンバー内で原料ガスをプラズマ化して、気相合成した炭化水素を試料表面に蒸着する。原料に水素が含まれるため、DLCにも必ず水素が含まれる。この製法はワークの温度が室温 - 200 ℃と低いこと、電極の配置により複雑形状でも均一に成膜しやすいこと、処理時間が比較的短いことなど工業的な利点が多く、現在もっとも一般的に利用されている。

### PVDによるDLCの成膜
PVD法による製法は、スパッタリング法やイオンプレーティング法などがあり、原料である黒鉛を真空中でイオンビーム、アーク放電及びグロー放電等に晒し、飛び散った炭素原子を目的物の試料面に付着させる。この製法では、金属添加のDLCや炭素のみのDLCを作製することも可能である。水素フリーDLCはこの手法で作られる。

## 膜の種類と性質
DLCは構成する炭素の混成軌道の割合と水素含有の有無が性質に影響する。
また新たな特性を持たせるためにケイ素やニッケル、クローム、タングステンなどの元素を含有させる事もある。
分類上の種類は様々あるが一般的に用いられるものは主に以下の2つとなる。
a-C:H （hydrogenated Amorphous Carbon：水素化アモルファス カーボン）
水素を含み、sp2混成軌道(グラファイト構造)の炭素の割合が比較的多いDLC。一般的に用いられるタイプ。
ta-C （Tetrahedral Amorphous Carbon：テトラヘドラル アモルファス カーボン）
水素を含まないsp3混成軌道（ダイヤモンド構造）の炭素の割合が比較的多いDLC。いわゆる水素フリーDLC。
DLCはsp3とsp2が混在したものでsp3が多くなるとダイヤモンド寄りの性質となり、sp2が多くなるとグラファイト寄りとなる。水素を含むと硬度が下がるため一般的にa-C:Hよりもta-Cの方が硬度は高いが靱性は低くなるため皮膜の剥離や割れなどに対しては不利になりやすい。潤滑油などが介在しない無潤滑下においては水素含有量が多い方が摩擦係数に優れる傾向があり、特に乾燥窒素中や真空中では顕著となる。反対に潤滑油中においては水素含有量が少ない方が摩擦係数に優れ、水素含有量が多いと摩擦軽減効果が低くなる。油中での使用においては水素フリーDLCを用いる事が多くなっている。
以上のものはあくまで組成のみの話で、実際には膜厚や面粗度、製造方法などによって性質は大きく変わってくるため、実際の運用に関しては組成だけではなくそれらを総合的に考える必要がある。

## 主な用途
代表的な応用例として、以下のようなものがある。
- ハードディスクの表面
- 剃刀（かみそり）の刃
- 軽金属切削加工用の工具・金型
- ペットボトルの内面
- パッキンの表面皮膜
- 自動車・オートバイ用エンジン、トランスミッション、サスペンションなどの部品
- 光学部品の保護膜
- 治具の表面皮膜
- スピーカー(トゥイーター)